# Villamiel de la Sierra
Villamiel de la Sierra est une commune d'Espagne dans la communauté autonome de Castille-et-León, province de Burgos. Elle s'étend sur 17,907 km2 et comptait environ 37 habitants en 2011.